# Bioacumulare
Bioacumularea reprezintă acumularea unor substanțe, precum pesticidele sau metalele grele, în organismele vii. Bioacumularea are loc atunci când organismul absoarbe substanțele mult mai rapid decât acestea sunt eliminate sau consumate prin catabolism și excreție. 